# Homalernis fluctuosa
Homalernis fluctuosa — вид лускокрилих комах родини листовійок (Tortricidae). Описаний у 2024 році.

## Назва
Видова назва fluctuosa відноситься до трьох вузьких фасцій у верхівковій третині переднього крила, які виглядають як брижі (лат. flucticulus).

## Поширення
Ендемік Японії. Поширений на островах Хонсю, Сікоку, Кюсю, Цусіма, Аміоосіма та Окінава.

## Опис
Homalernis fluctuosa найбільше схожий на Homalernis arystis за характеристиками передніх крил і жіночих статевих органів. Ці два види можна розрізнити на основі наступного: у H. fluctuosa верхівкова третина переднього крила має три чіткі вузькі фасції, а заднє крило становить приблизно 3/4 довжини переднього крила, тоді як у H. arystis апікальне крило третина переднього крила має розсіяні темні лусочки, а заднє крило становить приблизно 2/3 довжини переднього крила. Крім того, пара сигн жіночих геніталій H. fluctuosa вужча і менш склеротизована, ніж у H. arystis.